# Brycinus macrolepidotus
Brycinus macrolepidotus е вид лъчеперка от семейство Alestidae. Видът не е застрашен от изчезване.

## Разпространение и местообитание
Разпространен е в Ангола, Бенин, Буркина Фасо, Габон, Гана, Гвинея, Гвинея-Бисау, Демократична република Конго, Египет, Екваториална Гвинея, Еритрея, Етиопия, Камерун, Кот д'Ивоар, Либерия, Мавритания, Мали, Нигер, Нигерия, Сенегал, Сиера Леоне, Того, Уганда, Централноафриканска република, Чад и Южен Судан.
Среща се на дълбочина от 2 до 3 m.

## Описание
На дължина достигат до 53 cm, а теглото им е максимум 2000 g.
Продължителността им на живот е около 5 години.